# Alexandru Chipciu
Alexandru Mihăiţă Chipciu (Brăila, 18 maggio 1989) è un calciatore rumeno, centrocampista o ala dell'U Cluj.

## Statistiche

### Presenze e reti nei club
Statistiche aggiornate al 6 agosto 2021.
| Stagione               | Squadra                | Campionato             | Campionato | Campionato | Coppe nazionali | Coppe nazionali | Coppe nazionali | Coppe continentali | Coppe continentali | Coppe continentali | Altre coppe | Altre coppe | Altre coppe | Totale | Totale |
| Stagione               | Squadra                | Comp                   | Pres       | Reti       | Comp            | Pres            | Reti            | Comp               | Pres               | Reti               | Comp        | Pres        | Reti        | Pres   | Reti   |
| ---------------------- | ---------------------- | ---------------------- | ---------- | ---------- | --------------- | --------------- | --------------- | ------------------ | ------------------ | ------------------ | ----------- | ----------- | ----------- | ------ | ------ |
| gen.-giu. 2012         | Steaua Bucarest        | Liga I                 | 14         | 2          | CR              | -               | -               | UEL                | -                  | -                  | SR          | -           | -           | 14     | 2      |
| 2012-2013              | Steaua Bucarest        | Liga I                 | 27         | 6          | CR              | 1               | 0               | UEL                | 14                 | 2                  | -           | -           | -           | 42     | 8      |
| 2013-2014              | Steaua Bucarest        | Liga I                 | 22         | 6          | CR              | 4               | 1               | UCL                | 3                  | 0                  | SR          | 0           | 0           | 29     | 7      |
| 2014-2015              | Steaua Bucarest        | Liga I                 | 26         | 3          | CR+CdL          | 4+4             | 1+1             | UCL+UEL            | 5+5                | 2+0                | SR          | 1           | 1           | 45     | 8      |
| 2015-2016              | Steaua Bucarest        | Liga I                 | 19+8       | 5+2        | CR+CdL          | 4+1             | 1+1             | UCL+UEL            | 4+2                | 0                  | SR          | 1           | 0           | 39     | 9      |
| Totale Steaua Bucarest | Totale Steaua Bucarest | Totale Steaua Bucarest | 108+8      | 22+2       |                 | 18              | 5               |                    | 33                 | 4                  |             | 2           | 1           | 169    | 34     |
| 2016-2017              | Anderlecht             | D1                     | 23+9       | 3+2        | CB              | 2               | 0               | UCL+UEL            | 2+12               | 0+1                | -           | -           | -           | 48     | 6      |
| 2017-2018              | Anderlecht             | PL                     | 16+1       | 0          | CB              | 1               | 0               | UCL                | 2                  | 0                  | SB          | 1           | 0           | 21     | 0      |
| 2018-2019              | Sparta Praga           | 1L                     | 23+4       | 1          | CC              | 2               | 0               | UEL                | 2                  | 0                  | -           | -           | -           | 31     | 1      |
| 2019-gen. 2020         | Anderlecht             | D1                     | 0          | 0          | CB              | 0               | 0               | -                  | -                  | -                  | -           | -           | -           | 0      | 0      |
| Totale Anderlecht      | Totale Anderlecht      | Totale Anderlecht      | 39+10      | 3+2        |                 | 3               | 0               |                    | 16                 | 1                  |             | 1           | 0           | 69     | 6      |
| gen.-giu. 2020         | Cluj                   | Liga I                 | 1+8        | 0          | CR              | -               | -               | -                  | -                  | -                  | SR          | -           | -           | 9      | 0      |
| 2020-2021              | Cluj                   | Liga I                 | 23+7       | 2          | CR              | 1               | 0               | UCL+UEL            | 2+4                | 0                  | SR          | 1           | 0           | 38     | 2      |
| 2021-2022              | Cluj                   | Liga I                 | 4          | 0          | CR              | 0               | 0               | UCL+UEL            | 4+0                | 1                  | SR          | 1           | 0           | 9      | 1      |
| Totale Cluj            | Totale Cluj            | Totale Cluj            | 28+15      | 2          |                 | 1               | 0               |                    | 10                 | 1                  |             | 2           | 0           | 56     | 3      |
| Totale carriera        | Totale carriera        | Totale carriera        | 235        | 32         |                 | 24              | 5               |                    | 61                 | 6                  |             | 5           | 1           | 325    | 44     |

### Cronologia presenze e reti in nazionale
| Cronologia completa delle presenze e delle reti in nazionale ― Romania | Cronologia completa delle presenze e delle reti in nazionale ― Romania | Cronologia completa delle presenze e delle reti in nazionale ― Romania | Cronologia completa delle presenze e delle reti in nazionale ― Romania | Cronologia completa delle presenze e delle reti in nazionale ― Romania | Cronologia completa delle presenze e delle reti in nazionale ― Romania | Cronologia completa delle presenze e delle reti in nazionale ― Romania | Cronologia completa delle presenze e delle reti in nazionale ― Romania |
| Data                                                                   | Città                                                                  | In casa                                                                | Risultato                                                              | Ospiti                                                                 | Competizione                                                           | Reti                                                                   | Note                                                                   |
| ---------------------------------------------------------------------- | ---------------------------------------------------------------------- | ---------------------------------------------------------------------- | ---------------------------------------------------------------------- | ---------------------------------------------------------------------- | ---------------------------------------------------------------------- | ---------------------------------------------------------------------- | ---------------------------------------------------------------------- |
| 10-8-2011                                                              | Serravalle                                                             | San Marino                                                             | 0 – 1                                                                  | Romania                                                                | Amichevole                                                             | -                                                                      | 46’                                                                    |
| 15-11-2011                                                             | Hohenems                                                               | Grecia                                                                 | 1 – 3                                                                  | Romania                                                                | Amichevole                                                             | 1                                                                      | 57’                                                                    |
| 27-1-2012                                                              | Antalya                                                                | Romania                                                                | 4 – 0                                                                  | Turchia                                                                | Amichevole                                                             | -                                                                      | 46’                                                                    |
| 30-5-2012                                                              | Lucerna                                                                | Svizzera                                                               | 0 – 1                                                                  | Romania                                                                | Amichevole                                                             | -                                                                      | 65’                                                                    |
| 5-6-2012                                                               | Innsbruck                                                              | Austria                                                                | 0 – 0                                                                  | Romania                                                                | Amichevole                                                             | -                                                                      | 78’                                                                    |
| 12-10-2012                                                             | Kadikoy                                                                | Turchia                                                                | 0 – 1                                                                  | Romania                                                                | Qual. Mondiali 2014                                                    | -                                                                      | 79’                                                                    |
| 14-11-2012                                                             | Bucarest                                                               | Romania                                                                | 2 – 1                                                                  | Belgio                                                                 | Amichevole                                                             | -                                                                      | 46’                                                                    |
| 22-3-2013                                                              | Budapest                                                               | Ungheria                                                               | 2 – 2                                                                  | Romania                                                                | Qual. Mondiali 2014                                                    | 1                                                                      | 86’                                                                    |
| 26-3-2013                                                              | Amsterdam                                                              | Paesi Bassi                                                            | 4 – 0                                                                  | Romania                                                                | Qual. Mondiali 2014                                                    | -                                                                      | 60’ 88’                                                                |
| 5-3-2014                                                               | Bucarest                                                               | Romania                                                                | 0 – 0                                                                  | Argentina                                                              | Amichevole                                                             | -                                                                      | 88’                                                                    |
| 31-5-2014                                                              | Yverdon-les-Bains                                                      | Albania                                                                | 0 – 1                                                                  | Romania                                                                | Amichevole                                                             | -                                                                      | 64’                                                                    |
| 4-6-2014                                                               | Ginevra                                                                | Romania                                                                | 1 – 2                                                                  | Algeria                                                                | Amichevole                                                             | 1                                                                      | 75’                                                                    |
| 7-9-2014                                                               | Atene                                                                  | Grecia                                                                 | 0 – 1                                                                  | Romania                                                                | Qual. Euro 2016                                                        | -                                                                      | 90’                                                                    |
| 11-10-2014                                                             | Bucarest                                                               | Romania                                                                | 1 – 1                                                                  | Ungheria                                                               | Qual. Euro 2016                                                        | -                                                                      | 90’                                                                    |
| 14-10-2014                                                             | Helsinki                                                               | Finlandia                                                              | 0 – 2                                                                  | Romania                                                                | Qual. Euro 2016                                                        | -                                                                      | 49’                                                                    |
| 14-11-2014                                                             | Bucarest                                                               | Romania                                                                | 2 – 0                                                                  | Irlanda del Nord                                                       | Qual. Euro 2016                                                        | -                                                                      | 76’                                                                    |
| 18-11-2014                                                             | Bucarest                                                               | Romania                                                                | 2 – 0                                                                  | Danimarca                                                              | Amichevole                                                             | -                                                                      | 46’                                                                    |
| 13-6-2015                                                              | Belfast                                                                | Irlanda del Nord                                                       | 0 – 0                                                                  | Romania                                                                | Qual. Euro 2016                                                        | -                                                                      | 61’                                                                    |
| 4-9-2015                                                               | Budapest                                                               | Ungheria                                                               | 0 – 0                                                                  | Romania                                                                | Qual. Euro 2016                                                        | -                                                                      | 68’ 73’                                                                |
| 8-10-2015                                                              | Bucarest                                                               | Romania                                                                | 1 – 1                                                                  | Finlandia                                                              | Qual. Euro 2016                                                        | -                                                                      | 60’                                                                    |
| 2-5-2016                                                               | Como                                                                   | Romania                                                                | 1 – 1                                                                  | RD del Congo                                                           | Amichevole                                                             | -                                                                      | 59’                                                                    |
| 3-6-2016                                                               | Bucarest                                                               | Romania                                                                | 5 – 1                                                                  | Georgia                                                                | Amichevole                                                             | -                                                                      | 64’                                                                    |
| 10-6-2016                                                              | Saint-Denis                                                            | Francia                                                                | 2 – 1                                                                  | Romania                                                                | Euro 2016 - 1º turno                                                   | -                                                                      | 72’                                                                    |
| 15-6-2016                                                              | Parigi                                                                 | Romania                                                                | 1 – 1                                                                  | Svizzera                                                               | Euro 2016 - 1º turno                                                   | -                                                                      | 24’                                                                    |
| 8-10-2016                                                              | Erevan                                                                 | Armenia                                                                | 0 – 5                                                                  | Romania                                                                | Qual. Mondiali 2018                                                    | 1                                                                      | 67’                                                                    |
| 11-10-2016                                                             | Astana                                                                 | Kazakistan                                                             | 0 – 0                                                                  | Romania                                                                | Qual. Mondiali 2018                                                    | -                                                                      | 46’                                                                    |
| 11-11-2016                                                             | Bucarest                                                               | Romania                                                                | 0 – 3                                                                  | Polonia                                                                | Qual. Mondiali 2018                                                    | -                                                                      |                                                                        |
| 26-3-2017                                                              | Cluj-Napoca                                                            | Romania                                                                | 0 – 0                                                                  | Danimarca                                                              | Qual. Mondiali 2018                                                    | -                                                                      | 86’                                                                    |
| 10-6-2017                                                              | Varsavia                                                               | Polonia                                                                | 3 – 1                                                                  | Romania                                                                | Qual. Mondiali 2018                                                    | -                                                                      | 60’                                                                    |
| 1-9-2017                                                               | Bucarest                                                               | Romania                                                                | 1 – 0                                                                  | Armenia                                                                | Qual. Mondiali 2018                                                    | -                                                                      | 68’                                                                    |
| 4-9-2017                                                               | Podgorica                                                              | Montenegro                                                             | 1 – 0                                                                  | Romania                                                                | Qual. Mondiali 2018                                                    | -                                                                      | 34’                                                                    |
| 5-10-2017                                                              | Ploiesti                                                               | Romania                                                                | 3 – 1                                                                  | Kazakistan                                                             | Qual. Mondiali 2018                                                    | -                                                                      | 64’                                                                    |
| 14-11-2017                                                             | Bucarest                                                               | Romania                                                                | 0 – 3                                                                  | Paesi Bassi                                                            | Amichevole                                                             | -                                                                      |                                                                        |
| 24-3-2018                                                              | Netanya                                                                | Israele                                                                | 1 – 2                                                                  | Romania                                                                | Amichevole                                                             | -                                                                      | 61’                                                                    |
| 27-3-2018                                                              | Craiova                                                                | Romania                                                                | 1 – 0                                                                  | Svezia                                                                 | Amichevole                                                             | -                                                                      | 61’                                                                    |
| 31-5-2018                                                              | Graz                                                                   | Romania                                                                | 3 – 2                                                                  | Cile                                                                   | Amichevole                                                             | -                                                                      | 54’                                                                    |
| 5-6-2018                                                               | Ploiesti                                                               | Romania                                                                | 2 – 0                                                                  | Finlandia                                                              | Amichevole                                                             | -                                                                      | 57’                                                                    |
| 7-9-2018                                                               | Ploiesti                                                               | Romania                                                                | 0 – 0                                                                  | Montenegro                                                             | UEFA Nations League 2018-2019 - 1º turno                               | -                                                                      |                                                                        |
| 10-9-2018                                                              | Belgrado                                                               | Serbia                                                                 | 2 – 2                                                                  | Romania                                                                | UEFA Nations League 2018-2019 - 1º turno                               | -                                                                      | 42’ 90+3’                                                              |
| 11-10-2018                                                             | Vilnius                                                                | Lituania                                                               | 1 – 2                                                                  | Romania                                                                | UEFA Nations League 2018-2019 - 1º turno                               | 1                                                                      | 45’                                                                    |
| 17-11-2018                                                             | Ploiesti                                                               | Romania                                                                | 3 – 0                                                                  | Lituania                                                               | UEFA Nations League 2018-2019 - 1º turno                               | -                                                                      | 64’                                                                    |
| 20-11-2018                                                             | Podgorica                                                              | Montenegro                                                             | 0 – 1                                                                  | Romania                                                                | UEFA Nations League 2018-2019 - 1º turno                               | -                                                                      | 70’ 82’                                                                |
| 23-3-2019                                                              | Stoccolma                                                              | Svezia                                                                 | 2 – 1                                                                  | Romania                                                                | Qual. Euro 2020                                                        | -                                                                      |                                                                        |
| 26-3-2019                                                              | Cluj-Napoca                                                            | Romania                                                                | 4 – 1                                                                  | Fær Øer                                                                | Qual. Euro 2020                                                        | -                                                                      | 47’                                                                    |
| 7-6-2019                                                               | Oslo                                                                   | Norvegia                                                               | 2 – 2                                                                  | Romania                                                                | Qual. Euro 2020                                                        | -                                                                      |                                                                        |
| 10-6-2019                                                              | Ta' Qali                                                               | Malta                                                                  | 0 – 4                                                                  | Romania                                                                | Qual. Euro 2020                                                        | 1                                                                      | 47’, 81’                                                               |
| 8-9-2019                                                               | Ploiesti                                                               | Romania                                                                | 1 – 0                                                                  | Malta                                                                  | Qual. Euro 2020                                                        | -                                                                      |                                                                        |
| 12-10-2024                                                             | Larnaca                                                                | Cipro                                                                  | 0 – 3                                                                  | Romania                                                                | UEFA Nations League 2024-2025 - 1º turno                               | -                                                                      | 63’                                                                    |
| Totale                                                                 |                                                                        | Presenze                                                               | 48                                                                     |                                                                        | Reti                                                                   | 6                                                                      |                                                                        |

## Palmarès

### Club

#### Competizioni nazionali
- Campionato rumeno: 5

Steaua Bucarest: 2012-2013, 2013-2014, 2014-2015
CFR Cluj: 2020-2021, 2021-2022
- Supercoppa di Romania: 2

Steaua Bucarest: 2013
CFR Cluj: 2020
- Coppa di lega rumena: 1

Steaua Bucarest: 2014-2015
- Coppa di Romania: 1

Steaua Bucarest: 2014-2015
- Campionato belga: 1

Anderlecht: 2016-2017
- Supercoppa belga: 1

Anderlecht: 2017